# Araneus nox
Araneus nox là một loài nhện trong họ Araneidae.
Loài này thuộc chi Araneus. Araneus nox được Eugène Simon miêu tả năm 1877.